# Craig Arnold Tracy
Craig Arnold Tracy (* 9. září 1945, Spojené království) je matematik v současnosti žijící v USA.

## Život
Je známý především pracemi v matematické fyzice a teorie pravděpodobnosti. Společně s Haroldem Widomem pracoval na asymptotické analýze Toeplitzových determinantů a jejich zobecnění v teorii operátorů. Společně s Widomem je i objevitelem tzv. Tracyho-Widomova rozdělení. V roce 2007 oba obdrželi Wienerovu cenu za aplikovanou matematiku.